# Гиллибранд, Холли
Холли Гиллибранд (род. в 2005 году) — шотландская активистка по защите окружающей среды. Начиная с 13 лет, каждую пятницу она пропускала школу на час в рамках школьной забастовки за климат. Она стала организатором движения «Пятницы за будущее Шотландии».
В 2019 году по версии журнала Glasgow Times она названа молодой шотландкой года. Она также была названа в программе «Женский час» канала BBC одной из 30 вдохновляющих женщин, а также дала интервью на шоу. Она также писала для Lochaber Times.
В августе 2020 года она поддержала Криса Пэкхема в национальной кампании, направленной на пресечение преступлений против дикой природы. В ноябре того же года она и другие молодёжные активисты побеседовали с Алоком Шарма. Она работает советником по делам молодежи благотворительной организации Heal Rewilding, цель которой — вернуть природе больше земли.